# Конев, Егор Фёдорович
Егор Фёдорович Конев (бел. Ягор Фёдаравіч Конеў; род. 21 декабря 1970) — белорусский писатель, сценарист и драматург, публицист. Сын кинодраматурга Фёдора Конева.

## Биография
В 1994 году окончил факультет журналистики Белорусского государственного университета. Работал корреспондентом в редакциях белорусских газет и журналов. В 1999—2023 гг. преподавал на факультете журналистики БГУ: в 1999—2019 гг. — на кафедре зарубежной журналистики и литературы, в 2019—2023 гг. — на кафедре международной журналистики.
В 1998—2018 гг. — член Союза писателей Беларуси.
Женат (2005). Жена — Екатерина Александровна Климович, в 2005—2023 гг. работала на кафедре психологии Минского государственного лингвистического университета. Дети — сын Тимофей (2013) и дочь Елизавета (2016).

## Инсценировка и пьесы
- «Северная тишина». Драма в 2-х актах по мотивам повести Бориса Васильева «А зори здесь тихие…». Поставлена в Республиканском театре белорусской драматургии, премьера — 19 октября 2005 г., реж. — Сергей Ковальчик.
- «Домовички». Сказка в 2-х актах. Поставлена в Республиканском театре белорусской драматургии, премьера — 23 декабря 2006 г., реж. — Сергей Ковальчик.
- «История двух собак». Сказка в 2-х актах. Поставлена в Республиканском театре белорусской драматургии, премьера — 26 декабря 2009 г., реж. — Светлана Науменко.
- «Максим и Магдалена (Любовь и смерть Максима Богдановича)». Драма в 2-х актах Поставлена в Гомельском областном драматическом театре, премьера — 6 декабря 2011 г., реж. — Сергей Поздняк.
- «Приключения Кабаси и Бакаси». Сказка в 2-х актах. Поставлена в Могилевском областном театре кукол, премьера — 28 октября 2017 г., реж. — Игорь Козаков.
- «Преступление и наказание на берегах Свислочи». Радиоспектакль в двух частях. Премьера — 22-23 декабря 2017 г. на Первом Национальном канале Белорусского радио, реж. — Олег Винярский. Полная версия в трех частях под названием «Сестры Достоевские» прозвучала в радиоэфире 16-19 марта 2018 г.
- «Танец с рапирой». Радиоспектакль в одной части. Премьера — 30 декабря 2018 г. на канале «Культура» Белорусского радио, реж. — Лилия Пташук.
- «Сёстры Достоевские». Историческая драма в 2-х актах. Поставлена в Минском областном драматическом театре (г. Молодечно), премьера — 15 сентября 2021 г., реж. — Валерий Анисенко.
- «Башни Молодеченского замка». Легенда в 2-х актах. Поставлена в Минском областном драматическом театре (г. Молодечно), премьера — 21 января 2024 г., реж. — Валерий Анисенко.

## Сценарии документальных фильмов
- «Кровавый смерч» (реж. О. Гончеренок, 1997).
- «Заказ на убийство» (реж. А. Рудь, 1997).
- «Праздники уходящего столетия» (реж. А. Расинский, 2000).
- «Наши игрушки» (реж. А. Чекменев, 2002).
- «Любовь Румянцева» (реж. А. Кудиненко, 2003).
- «И кружится планета Кулешова…» (с В. Кулешовой, реж. В. Дудин, 2004).
- «Василь Быков. Фронтовые страницы» (с Ф. Коневым, реж. С. Гайдук, 2004).
- «Ян Борщевский» (с Ф. Коневым, реж. М. Якжен, 2006).
- «Романтик из Люцинки (Винцент Дунин-Мартинкевич)» (с Ф. Коневым, реж. Е. Сетько, 2007).

## Художественный фильм
- «Чудо-остров, или Полесские робинзоны» (с Ф. Коневым. Реж.-пост. С. Сычёв. 2 серии. Киностудия «Беларусьфильм», 2013).

## Награды
- 2003: премия первой степени Республиканского конкурса по созданию пьес для театра под девизом «Человек и общество» в номинации «Инсценировка по произведениям белорусской литературы для детского театра» за инсценировку «Деревянный Дедок» по мотивам произведений Яна Борщевского.
- 2004: премия третьей степени Республиканского конкурса по созданию пьес для театра под девизом «День Победы» в номинации «Инсценировка по произведениям белорусской литературы» за инсценировку «Поэт и комиссар» по мотивам поэмы Аркадия Кулешова «Знамя бригады» (с Ф. Коневым).
- 2005: премия третьей степени Республиканского конкурса по созданию сценария короткометражного художественного фильма в жанре комедии за сценарий «История и любовь».
- 2006: специальный приз жюри Открытого республиканского конкурса драматургических произведений для детей и подростков под девизом «Детский мир такой богатый…» за пьесу «Домовички».
- 2007: поощрительная премия Республиканского конкурса на лучшее художественное произведение 2006 года «Золотой Купидон» за роман «Американская одиссея Тадеуша Костюшко».
- 2016: победитель Республиканского конкурса «Национальная литературная премия» за 2015 год в номинации «Лучшее произведение драматургии» за пьесу «Преступление и наказание на берегах Свислочи» и другие пьесы, созданные в 2015 году.
- 2018: премия второй степени Республиканского конкурса на создание либретто музыкально-сценического произведения за либретто музыкальной комедии «Граф Егоров-Калиостро».